# Strukturna sistemska analiza
Strukturna sistemska analiza (SSA) je jedna od najpoznatijih metoda za analizu sistema i zahteva korisnika. Druga je IDEF0 (engl. Integration Definition for Function Modeling), koja je standard vlade SAD-a.
SSA je jedna potpuna samosvojna metoda za analizu i funkcionalnu specifikaciju informacionog sistema (softvera). 

## Istorijat
Metoda SSA je razvijena u okviru Yourdon Inc. Jedan od njenih tvoraca je i sam E. Yourdon. Druga poznata i još uvek korišćena metoda funkcionalne specifikacije sistema je SADT (engl. Structured Analysis and Design Technique). Na njoj je zasnovan IDEF0 standard državnih organa SAD.

## Osnovni koncepti
SSA posmatra IS kao funkciju (odnosno proces), koja na osnovu ulaznih podataka i skladišta podataka generiše izlazne podatke, tretira se kao metodološki postupak dekompozicije nekog sistema na podsisteme.
Tok podataka može se posmatrati kao pokretna traka koja prenosi podatke (papirni dokument koji čovek preko tastature unosi i sl).
Entiteti sa kojima informacioni sistem komunicira (izvori ulaznih i ponori izlaznih tokova podataka) nazivaju se interfejsi. Skladišta podatka se posmatraju kao "tokovi u mirovanju".
Osnovni koncepti za specifikaciju informacionog sistema u SSA su funkcije, tokovi podataka, skladišta podataka i interfejsi. 
Njihov međusobni odnos prikazuje se preko dijagrama toka podataka.
Dijagram toka podataka na vrhu hijerarhije koji sadrži samo jednu funkciju naziva se dijagram konteksta, a funkcije koje se ne mogu dalje dekomponovati - primitivne funkcije. Primitivne funkcije obavljaju jednu "logičku jedinicu posla", atomsku transakciju.
Opisuju se koristeći neku vrstu strukturnog prirodnog jezika (pseudokoda), a ovaj opis se naziva Specifikacija logike primitivnih procesa.
Pored funkcija dekomponovati se mogu i skladišta i tokovi, što se prikazuje u Rečniku podataka. 

## Specifikacija IS u metodi SSA
Potpunu specifikaciju informacionog sistema u metodi Strukturne sistemske analize čine:
- hijerarhijski organizovan skup dijagrama toka podataka
- rečnik podataka
- specifikacija logike primitivnih procesa

## Grafički simboli
- krug (elipsa) predstavlja funkciju
- pravougaonik predstavlja interfejs
- usmerena linija predstavlja tok podatka
- dve paralelene linije predstavljaju skladište podataka

## Dijagrami toka podataka
Pravila:
- Tok podataka ne može da vezuje dva interfejsa
- Tok podataka ne može da vezuje interfejs i skladište
- Svaki proces mora da ima barem jedan ulazni i barem jedan izlazni tok podataka
- Svako skladište mora da ima najmanje jedan ulazni i najmanje jedan izlazni tok podataka. Ako skladište nema ulazni tok smatra se da je to izvor podataka izvan sistema, a koji posmatrani IS koristi. Ako skladište nema izlazni tok ono predstavlja izvor podataka za neki drugi IS.
- Svaki interfejs mora da ima najmanje jedan (bilo ulazni bilo izlazni) tok

## Rečnik podataka
U rečniku podataka se opisuje struktura i sadržaj tokova i skladišta podataka. Ako je potrebno prikazuje se i njihova dekompozicija.
Sintaksa:
naziv_strukture::=<lista_komponenti>
lista_komponenti::=komponenta | komponenta, lista_komponenti
komponenta::=složena | polje
složena::=agregacija | specijalizacija |skup
polje::=naziv_polja : domen_polja [ograničenje]
agregacija::=<lista_komponenti> | naziv_agregacije <lista_komponenti>
specijalizacija::=[lista_komponenti] | naziv_specijalizacije [lista_komponenti]
skup::={lista _komponenti} | naziv_skupa {lista _komponenti}

## Metodologija modelovanja
Uspeh u modelovanju zavisi od dobrog poznavanja realnog sistema, poznavanja metoda i tehnika koje se koriste. 
Takođe i od iskustva i sposobnosti analitičara, vremena kojim raspolažemo, organizovanosti sistema koji se analizira, komunikacije sa korisnicima i sl.

## Literatura
- B. Lazarević, Z. Marjanović, N. Aničić, S. Babarogić: Baze podataka, Fakultet organizacionih nauka, Beograd, 2006.
- , 1975.